# José Said
José Joaquín Said Saffie (Arequipa, 17 de abril de 1930-Santiago, 23 de julio de 2020) fue un abogado y empresario peruano nacionalizado chileno, de origen palestino, fundador del Grupo Said.

## Historia
Nació en Arequipa, Perú, pero en 1935, a la edad de cinco años, se trasladó a Chile. Obtuvo el grado de licenciado en derecho en la Universidad de Chile.
Los negocios de la familia parten con una  empresa en Chile fundada por el padre de José Said, Salvador, en 1933, en sociedad con la familia Yarur. Era la manufacturera de algodón Said y Yarur. Su abuelo Issa y su padre Salvador tenían negocios en Bolivia, Perú y Chile. En 1942, su padre inauguró en Chile la empresa Rayón Said, en Quillota. A través de la  sociedad Said e hijos tenían inversiones en Perú, Brasil, Argentina y EE. UU.
En 1948 crearon la  empresa de alambre y cables de cobre, Cocesa.
Su familia fundó el Banco Panamericano en los cincuenta, el que fue intervenido en los setenta. Tras eso, inició el Banco del Trabajo, y más tarde junto a Ignacio Cousiño ingresaron al Banco Bhif, el Banco Nacional y luego vino la fusión con el BBVA, donde los españoles se quedaron con la gestión y él mantuvo la presidencia. En 2018 los canadienses de Scotiabank se fusiona con el BBVA Chile, tomando la gestión los canadienses y él mantuvo la presidencia.
A través del Grupo Said, el empresario tenía inversiones en Parque Arauco, Embotelladora Andina, Scotiabank Chile, Envases del Pacífico (Edelpa), Energía Llaima y Palestino FC, todos pertenecen al patrimonio del grupo económico. Su hijo, Salvador Said, tomó el directivo del Grupo Said. También fue director de Mega Plaza Norte (Sociedad de Centros Comerciales en Lima), siendo parte Parque Arauco.
Falleció a los noventa años por causas naturales.

## Presidente o directivo

### Filiales dirigidas
- BBVA Chile[8]
- Parque Arauco[9]
- Mega Plaza Norte

### Cargos
- Universidad Alberto Hurtado (miembro del Consejo Superior)[10]
- Fundación Belén 2000 (presidente del directorio)[11]
- ABIF (miembro del directorio)

## Reconocimientos
- Premio Ignaciano Destacado 2005, Colegio San Ignacio de Santiago de Chile.[12][13]
- Premio empresario del año 2003 y 2018 entregado por Icare Chile.[14]
- Empresario del Año en 1998 y 2018 de Diario Financiero de Chile.[15]
- Orden Al Mérito por Servicios Distinguidos, en el grado de Gran Oficial, otorgada por el gobierno de Perú en 2013.[16]
- Empresarios del Año para El Mercurio Chile y EY Chile, junto a su hijo Salvador en 2018.[17]